# دنیس لویلیه
دنیس لویلیه (انگلیسی: Denis Lhuillier؛ زادهٔ ۹ اکتبر ۱۹۷۳) بازیکن فوتبال اهل فرانسه است.